# Ulica Jana III Sobieskiego
Die Ulica Jana III Sobieskiego ist eine der großen Nord-Süd-Verkehrsadern Warschaus und befindet sich auf der linken, westlichen Seite der Weichsel. Sie verbindet die Ulica Belwederska mit der Aleja Wilanowska und ist damit Teil des Warschauer Königstraktes. Die nach dem König Jan III. Sobieski benannte Sobieskiego verläuft kurvenfrei über rund vier Kilometer und durchschneidet die Stadtteile Mokotów (mit den Distrikten Sielce, Stegny und Sadyba) und Wilanów (Distrikt Wilanów Stary). Ihren heutigen Namen trägt sie seit 1919, vorher wurde die Strecke als Droga Królewska bezeichnet. Von 1972 bis 1975 wurde sie verbreitert.

## Verlauf und Bauobjekte
Die Sobieskiego verläuft durchgehend je dreispurig, wobei im nördlichen Teil die Benutzung der je rechten Spur zu bestimmten Zeiten dem öffentlichen Personennahverkehr und Taxis vorbehalten ist. Bis zum Krieg waren die Straßenseiten weitgehend unbebaut, teilweise ist das auch heute noch der Fall. Etwa auf der Hälfte der Strecke erstreckten sich westlich der Straße die heute noch vorhandenen Anlagen des Fort Tsche der Warschauer Festungsanlagen. Ab 1930 wurden auf der vormaligen Esplanade der Befestigungen – an der Kehlseite des Forts – in großem Umfang Schrebergärten angelegt. Diese existieren ebenfalls noch heute. Freiflächen wurden teilweise nach dem Krieg zur Blockbebauung benutzt – eine große solche Anlage ostwärts der Straße ist die Siedlung „Sadyba“. Der vor dem Krieg beliebte „Park Sielecki“ (deutsch: Sielce-Park), auch „Lasek Sielecki“ (deutsch: Sielce-Wäldchen) genannt, existiert nicht mehr.

### Ostseite der Straße (von Norden nach Süden)
- Ulica Chełmska
- Sobieskiego 114 – Wohnblock, der in den Jahren 1962/63 nach einem Entwurf von Zygmunt Lewański und W. Witkowski entstand. Er gewann die Auszeichnung „Mister '63“ im Wettbewerb um den besten Neubau Warschaus
- Sobieskiego 104/110 – Langgestreckter Büro- und Wohnkomplex, der Ende der 1990er Jahre errichtet wurde. Hier befindet sich neben anderen Firmen der Sitz der 1922 gegründeten Polnischen Ärztekammer (polnisch: Naczelna Izba Lekarska)[1]
- Ulica Władysława Hańczy
- Ulica Ludwika van Beethovena
- Kreuzung mit der Ulica Ludwika Idzikowskiego
- Zwischen der Sobieskiego und der Ulica Powsińska verläuft der Bernardiner-Graben (polnisch: Bernardyńska Woda). Der Graben gehörte ursprünglich zu den Befestigungsanlagen des 19. Jahrhunderts, ein künstliches, etwa dreieckiges Auffangbecken befindet sich noch heute zwischen der Sobieskiego, der Idzikowskiego und der Witosa. Im Jahr 1891 bauten hier die Ingenieure Henryk Huss und Wiktor Magnus die Strecke für die Schmalspureisenbahnlinie Warschau-Piaseczno, die von Warschau über Powsin bis nach Piaseczno verkehrte. Letzte Teile der Strecke wurden in den 1960er Jahren demontiert
- Aleja Wincentego Witosa
- Ulica Bolesława Limanowskiego
- Sobieskiego 72 – in diesem Gebäude wohnte der Diplomat Witold Jurasz[2]
- Sobieskiego 68 – Schulgebäude. In der Wohnsiedlung „Sadyba“ gelegen, wurde diese Schule in den Jahren 1970/71 nach einem Entwurf von Halina Skibniewska, Andrzej Malek, Tadeusz Perszyński und W. Bryndza-Nacki erbaut. Sie wurde mit dem Titel „Mister '71“ im Wettbewerb um das beste Gebäude Warschaus im Jahr 1971 ausgezeichnet
- Kreuzung mit der Ulica Świętego Bonifacego
- Ulica Oręzna
- Ulica Truskawiecka
- Ulica Nałęczowska
- Ulica Goplańska

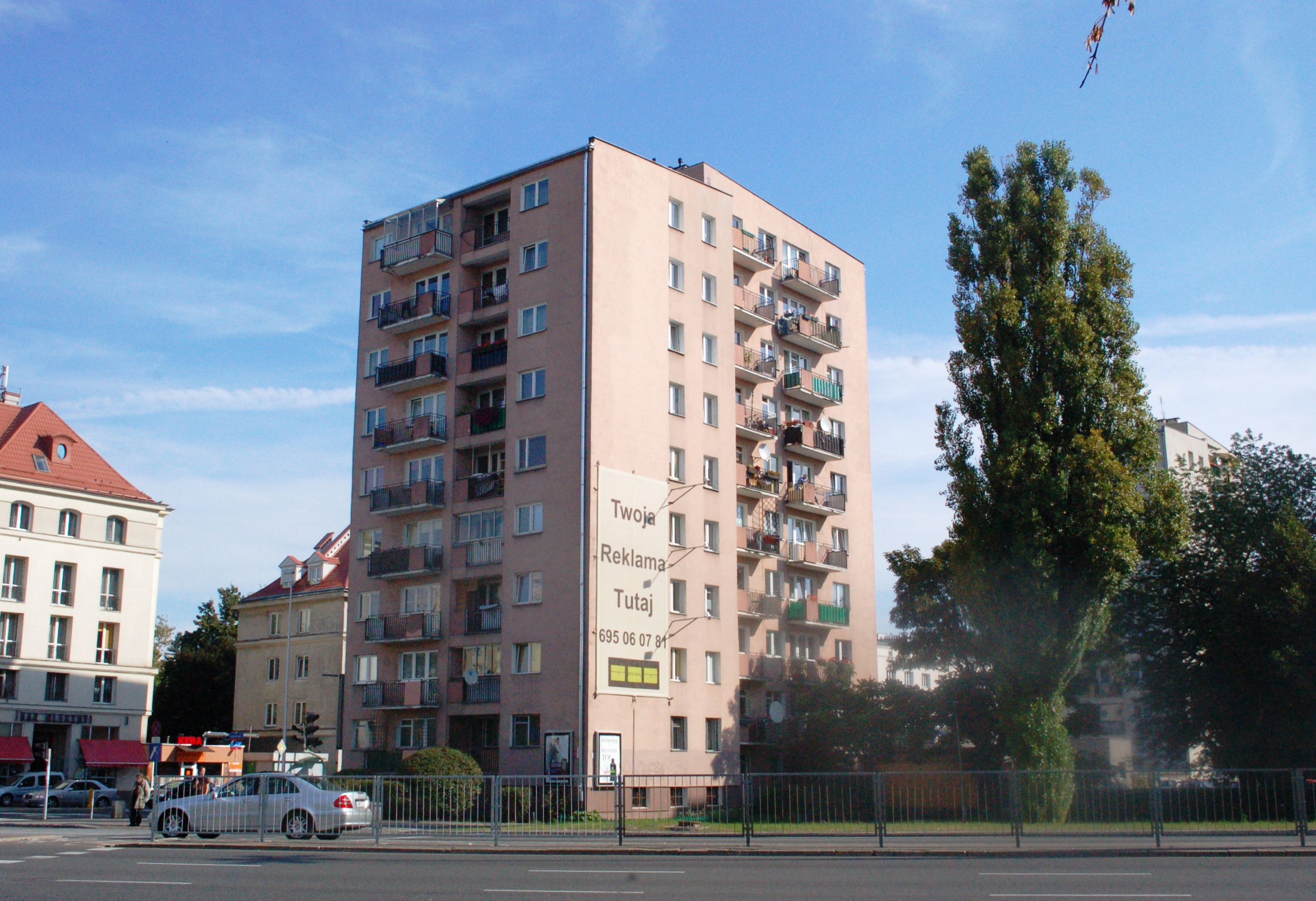
Straßenbeginn im Norden (Ecke Chełmska)
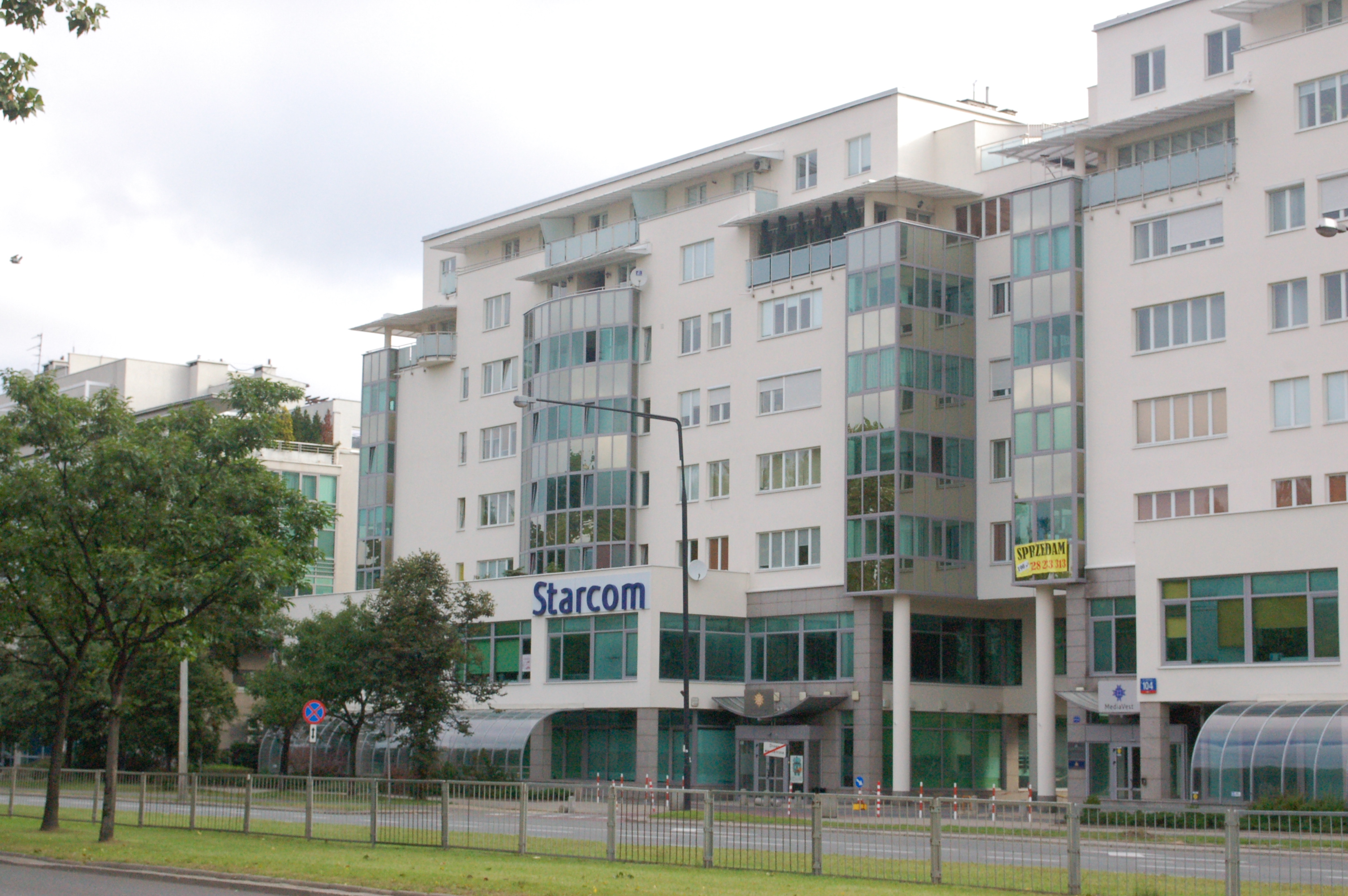
Büro-Neubau mit Sitz der Ärztekammer
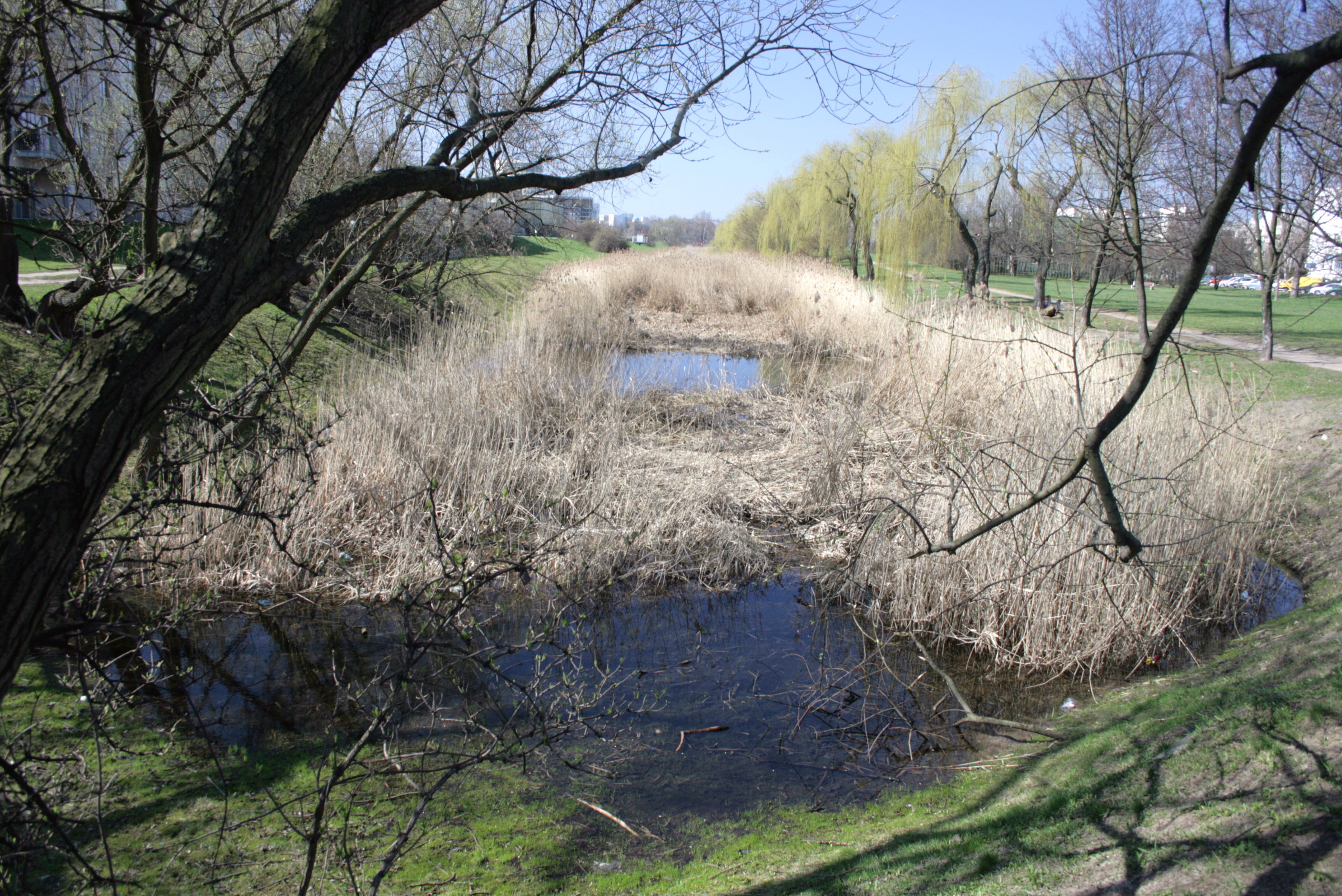
Der Bernardyńska Woda-Kanal
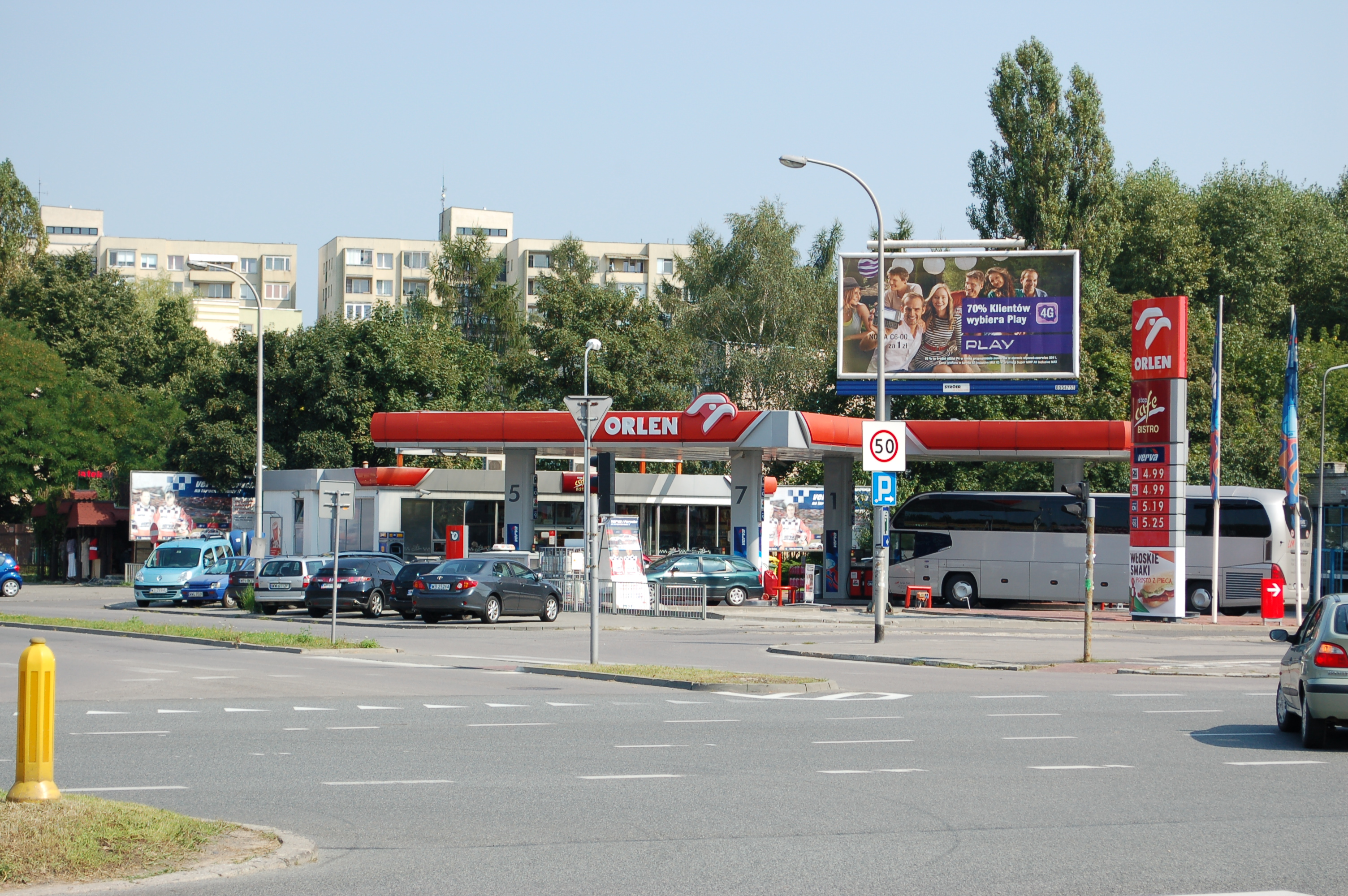
Orlen-Tankstelle an der Limanowskiego
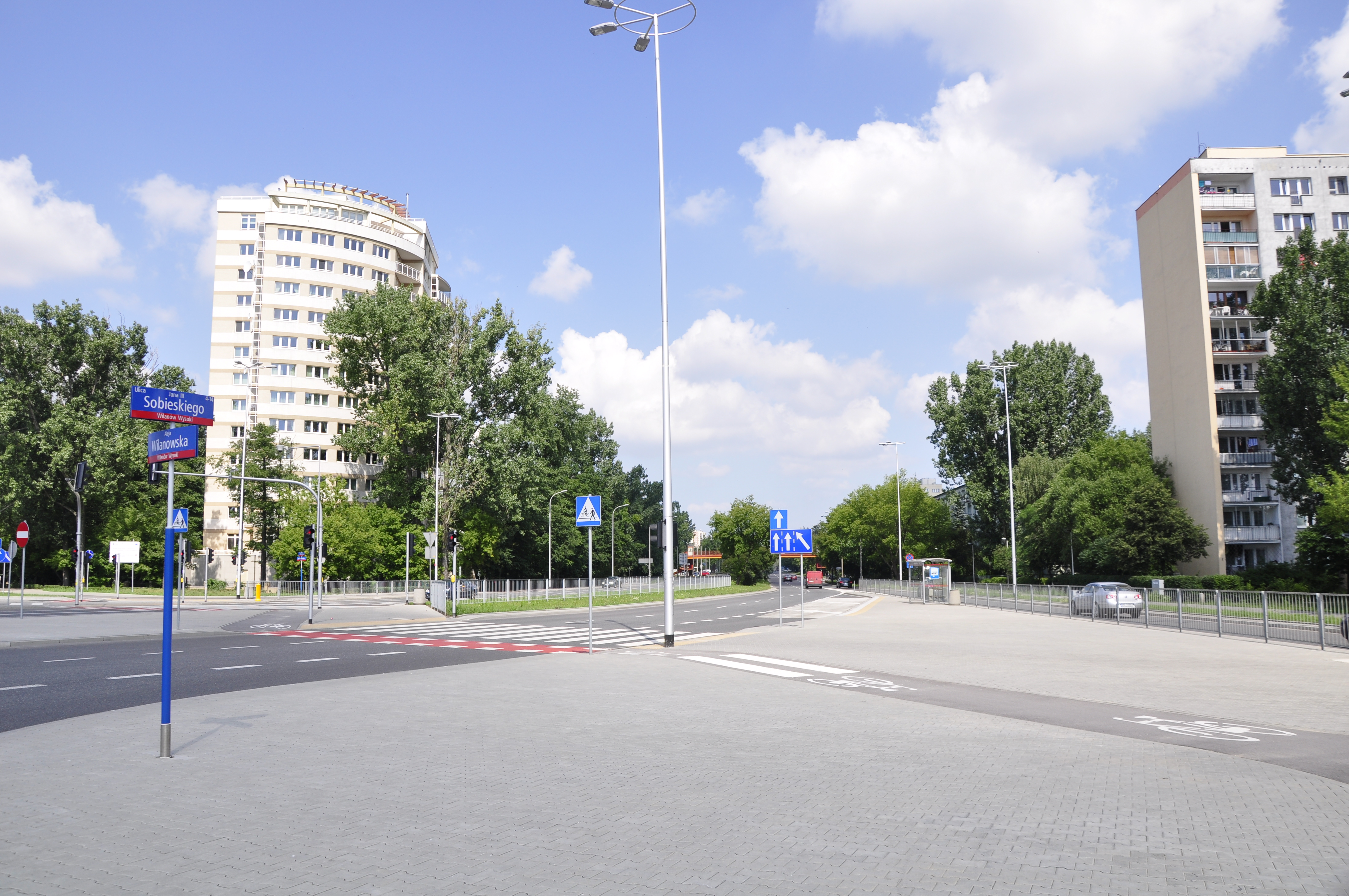
Ende der Sobieskiego im Süden

### Westseite der Straße (von Norden nach Süden)
- Ulica Dolna
- Ulica Franciszka Kostrzewskiego
- Schrebergartenanlagen im ehemaligen rückwärtigen Bereich des Piłsudski-Forts
- Kreuzung mit der Ulica Ludwika Idzikowskiego
- Fort Piłsudskiego, das etwa 150 Meter westwärts der Sobieskiego vor der Kreuzung mit der Ulica Generała Władysława Sikorskiego liegt; dazwischen befindet sich eine RWE Polska-Stromverteilerstation
- Aleja Generała Władysława Sikorskiego
- Start-Hotels „Portos“ (Best Western), „Atos“ und „Aramis“ der Gruppe Puhit
- Ulica Mangalia
- Ulica Czarnomorska
- Kreuzung mit der Ulica Świętego Bonifacego
- Ulica Śródziemnomorska
- Sobieskiego 15 – Kirche des Heiligen Antonio Maria Zaccaria (polnisch: Kościół św. Antoniego Marii Zaccarii)[3]
- Sobieskiego 9 – Psychiatrisches und neurologisches Institut (polnisch: Instytut Psychiatrii i Neurologii), hier befindet sich auch die Polnische psychiatrische Gesellschaft (polnisch: Polskie Towarzystwo Psychiatryczne)
- Sobieskiego 1 – Modernes Luxus-Apartmenthaus
- Aleja Wilanowska sowie das erste 2010 bis 2011 gebaute Teilstück der Aleja Rzeczypospolitej, die durch das Neugebiet Miasteczko Wilanów Richtung Westen (Powsin) verlaufen soll

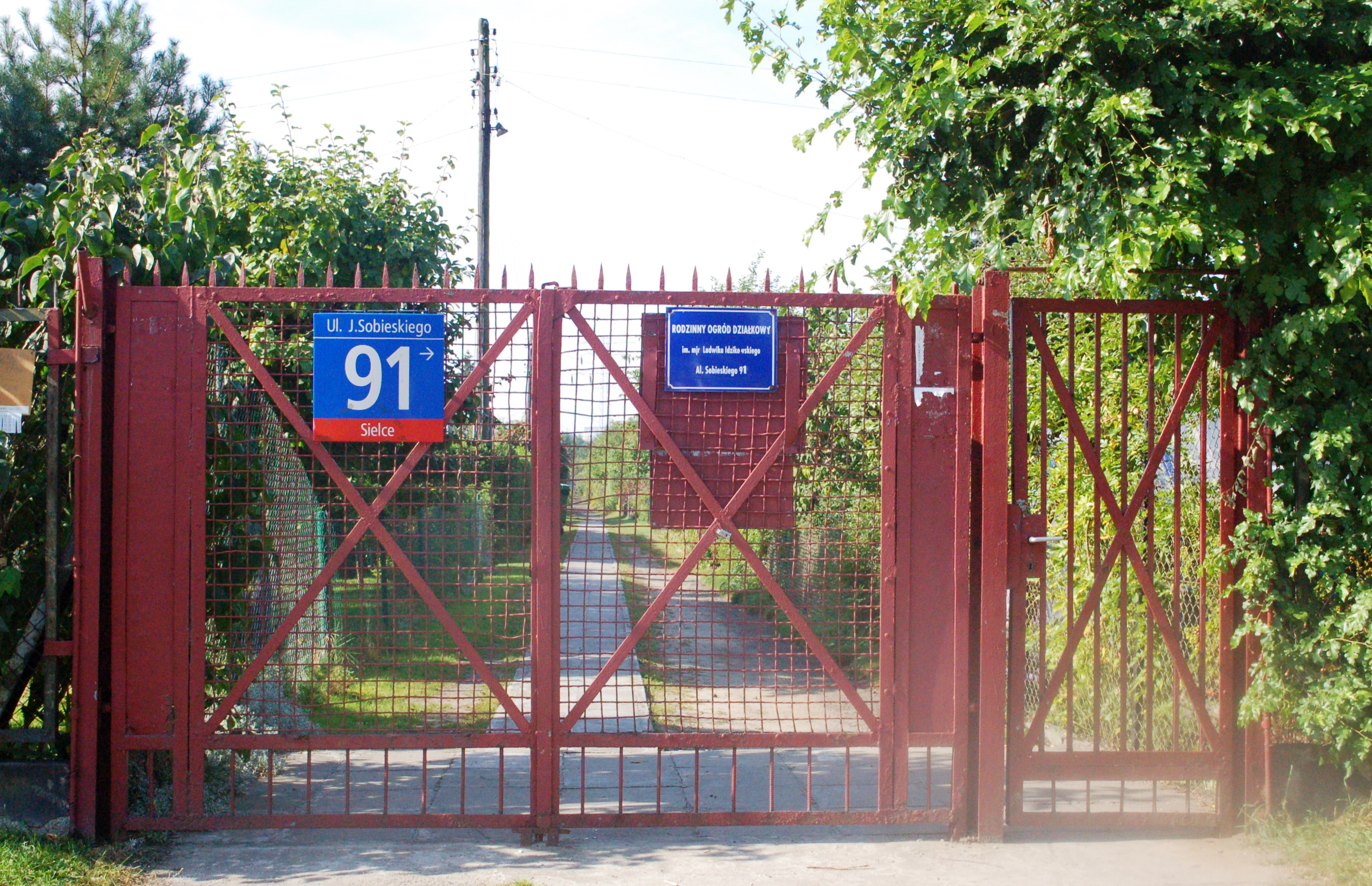
Schrebergärten an der Westseite der Straße
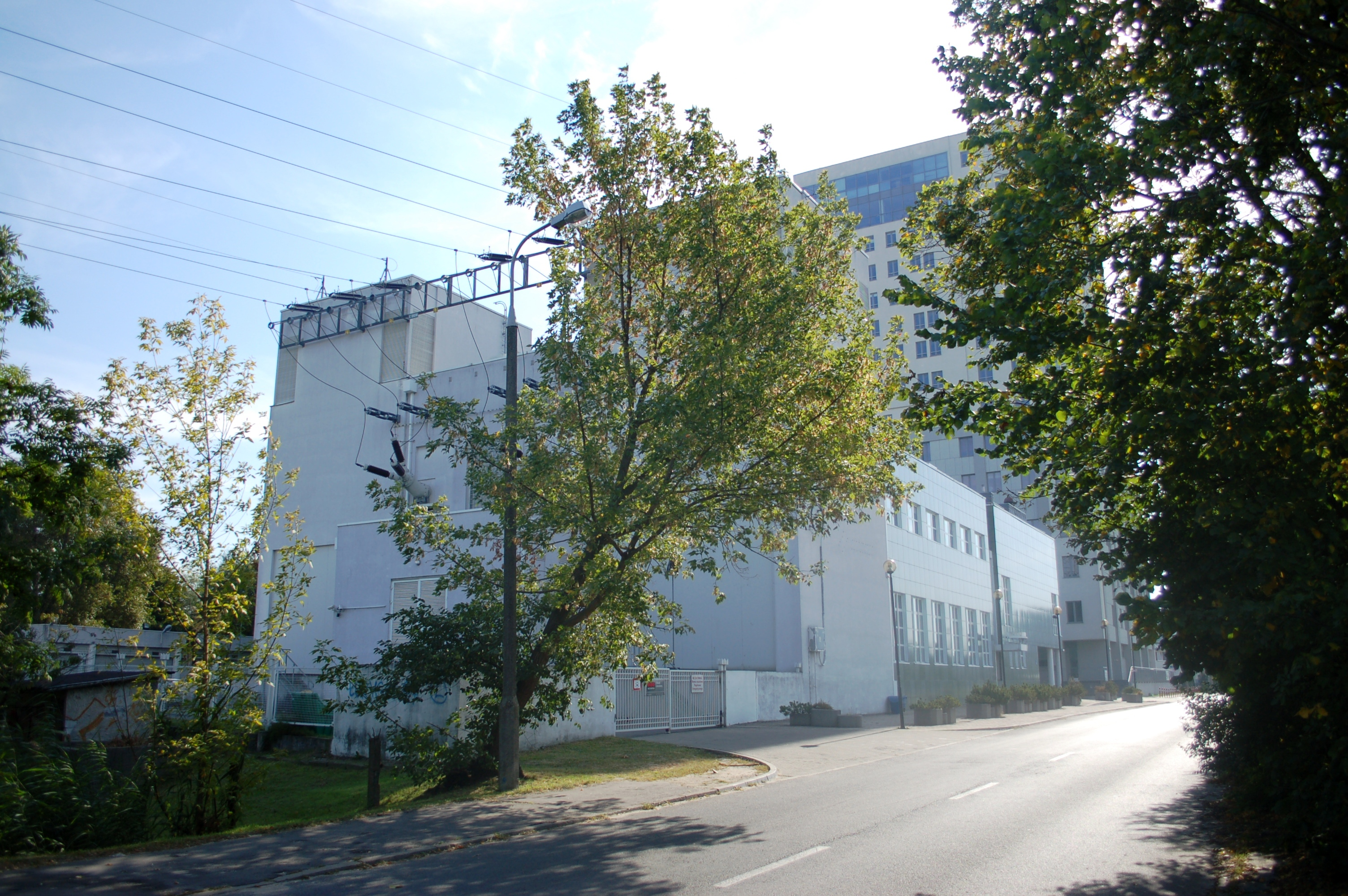
Verteilerwerk der RWE Stoen
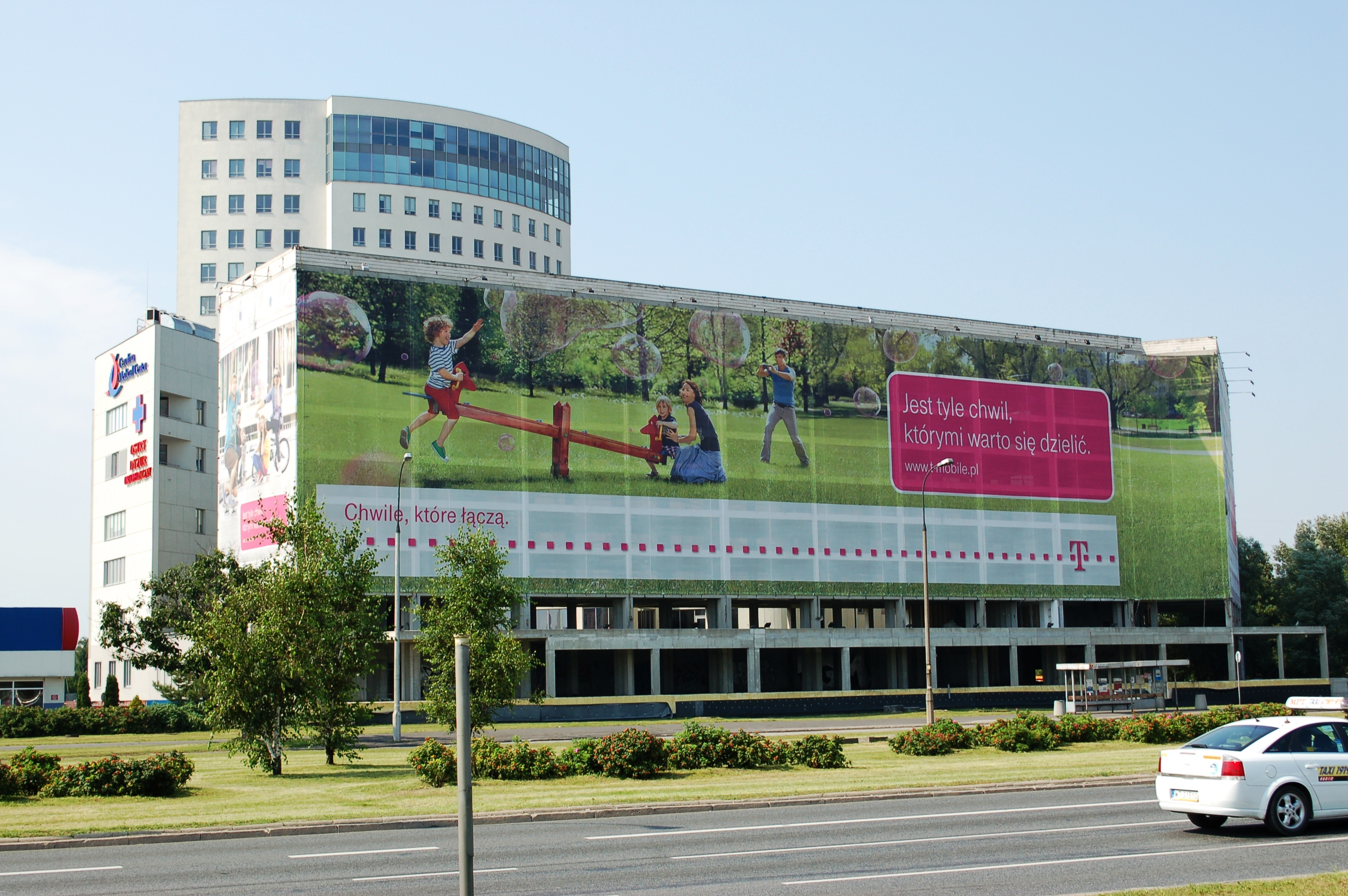
Bürogebäudekomplex an der Kreuzung Sikorskiego
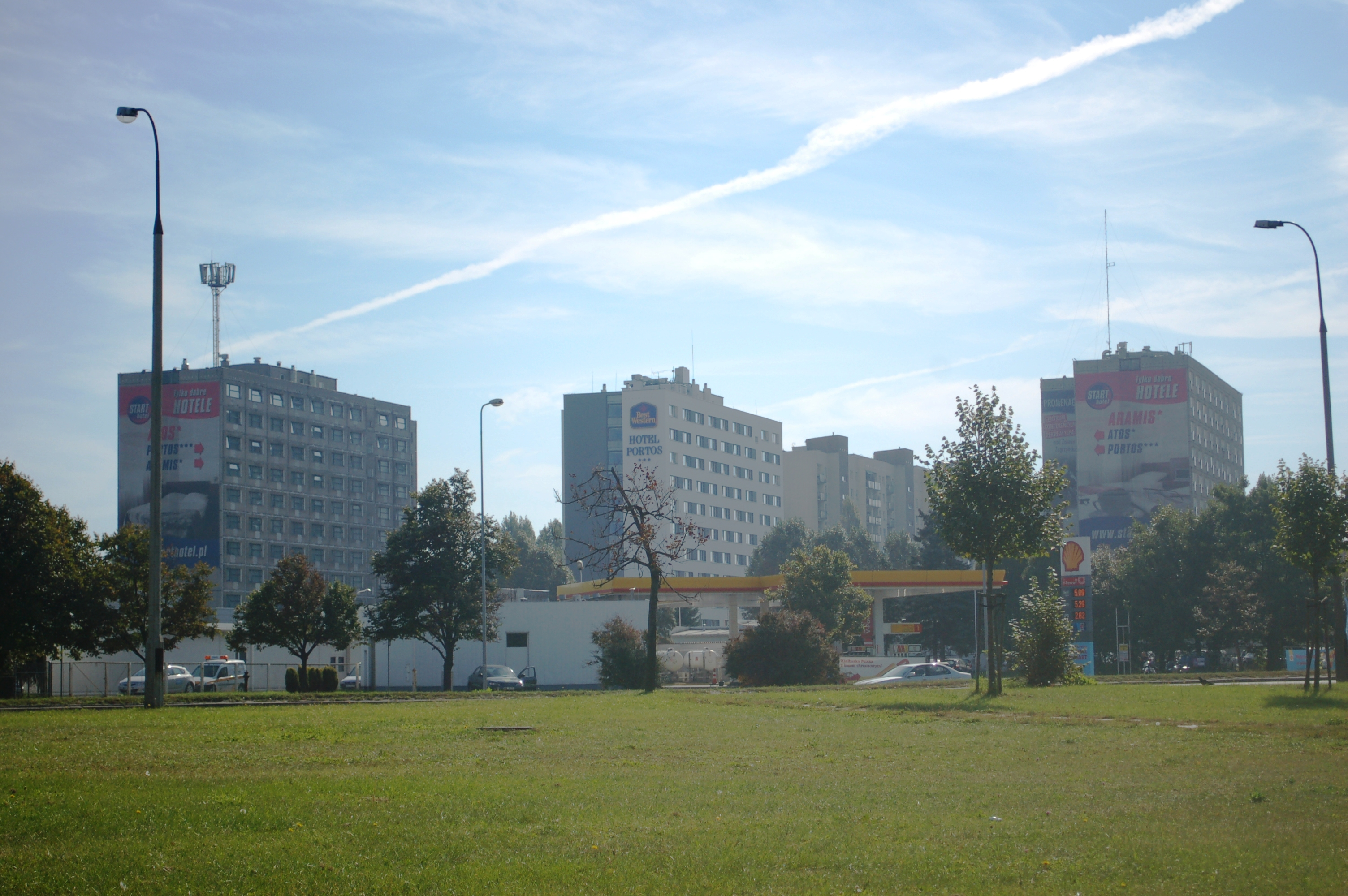
Hotelgruppe Puhit
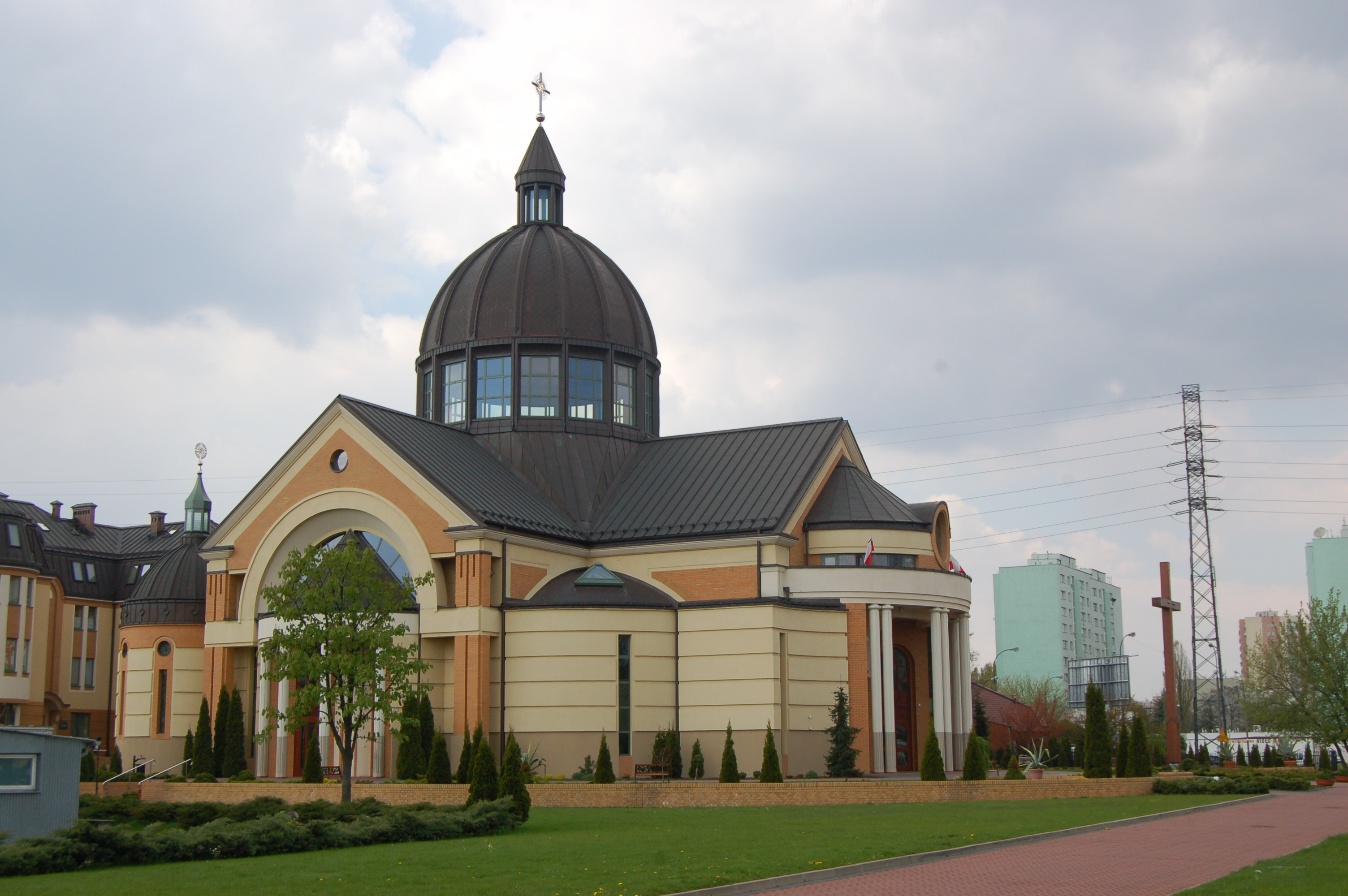
Kirchengebäude an der Św. Bonifacego
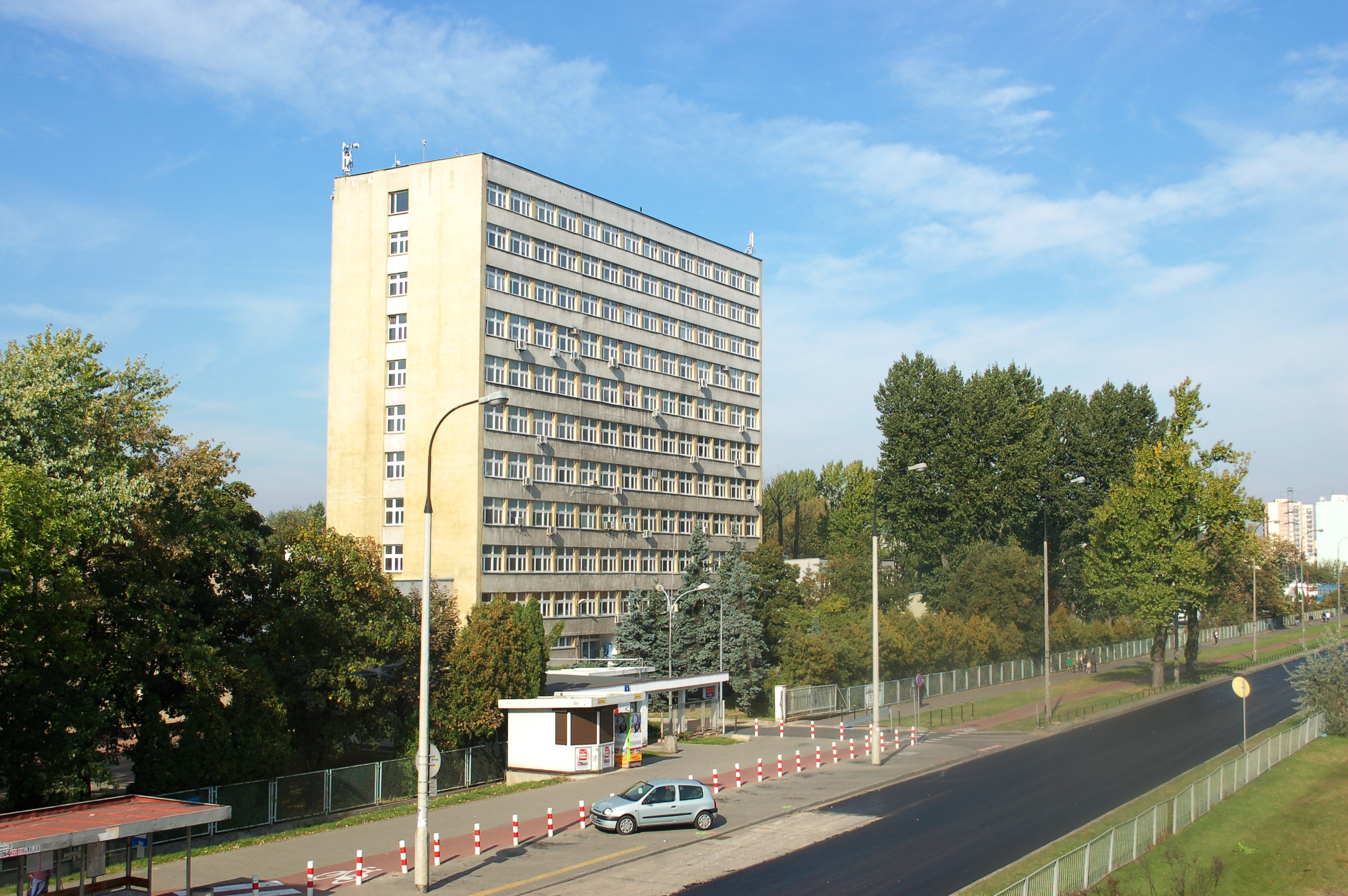
Psychiatrische Klinik